# Oliveira (Barcelos)
Oliveira é uma povoação portuguesa sede da Freguesia de Oliveira do Município de Barcelos, freguesia com 5,46 km² de área e 986 habitantes (censo de 2021), tendo, por isso, uma densidade populacional de 180,6 hab./km².

## História
É referenciada como tendo pertencido ao concelho de Prado, extinto em 24 de Outubro de 1855, pertencendo desde essa data ao concelho (atual município) de Barcelos.

## Demografia
A população registada nos censos foi:
| Distribuição da População por Grupos Etários | Distribuição da População por Grupos Etários | Distribuição da População por Grupos Etários | Distribuição da População por Grupos Etários | Distribuição da População por Grupos Etários |
| -------------------------------------------- | -------------------------------------------- | -------------------------------------------- | -------------------------------------------- | -------------------------------------------- |
| Ano                                          | 0-14 Anos                                    | 15-24 Anos                                   | 25-64 Anos                                   | > 65 Anos                                    |
| 2001                                         | 211                                          | 164                                          | 524                                          | 139                                          |
| 2011                                         | 182                                          | 123                                          | 544                                          | 155                                          |
| 2021                                         | 125                                          | 128                                          | 533                                          | 200                                          |